# كاري ناي
كاري ناي (بالإنجليزية: Carrie Nye)‏ هي ممثلة أمريكية، ولدت في 14 أكتوبر 1936 بغرينوود في الولايات المتحدة، وتوفيت في 14 يوليو 2006 بمانهاتن في الولايات المتحدة بسبب سرطان الرئة.

## وصلات خارجية
- كاري ناي على موقع IMDb (الإنجليزية)
- كاري ناي على موقع ألو سيني (الفرنسية)
- كاري ناي على موقع أول موفي (الإنجليزية)
- كاري ناي على موقع قاعدة بيانات برودواي على الإنترنت (الإنجليزية)
- كاري ناي على موقع قاعدة بيانات برودواي على الإنترنت (الإنجليزية)
- كاري ناي على موقع قاعدة بيانات الأفلام السويدية (السويدية)
- كاري ناي على موقع إن إن دي بي (الإنجليزية)
- كاري ناي على موقع كينوبويسك (الروسية)